# نیک ووییچیچ
نیکلاس جیمز ووییچیچ (Nicholas James Vujicic) چهارم دسامبر ۱۹۸۲ در استرالیا متولد شد و به علت ابتلا به سندرم تترا-آمیلیا هنگام تولد از نعمت دست و پا محروم بوده‌است.
هر چند در کودکی دچار افسردگی شده بود، اما کم‌کم و با کمک مادرش، آموخت که از زائدهٔ کوچکی که به جای پا در بدن او وجود داشت، استفاده کند و قابلیت‌های خود را افزایش دهد. او در دبیرستان رهبری گروهی را بر عهده گرفت که برای یک خیریه اعانه جمع‌آوری می‌کردند و از آن به بعد به کارهای عام‌المنفعه رو آورد.
نیک وویچیچ در سن ۲۱ سالگی از دانشگاه گریفیث با دو مدرک لیسانس در رشته‌های حسابداری و برنامه‌ریزی مالی فارغ‌التحصیل شد. نیک سخنران انگیزشی و مدیر سازمان غیرانتفاعی «زندگی بی حد و مرز» است. از دیگر مهارت‌های او شنا، موج‌سواری و گلف است.
وی در ۹ مارس ۲۰۰۲، به کالیفرنیا نقل مکان و در سال ۲۰۰۸ در مک کینی، تگزاس، نزدیک دالاس، با کانائه میاهار ملاقات کرد. آنها در ۱۲ فوریه ۲۰۱۲ ازدواج کردند. آنها در حال حاضر دارای ۴ فرزند هستند و در کالیفرنیا زندگی می‌کنند. او در کتاب خود زندگی بی حد و مرز می‌گوید:
من بدون دست و پا به دنیا آمدم اما هرگز در حصار شرایط خود نماندم. من به سراسر دنیا سفر می‌کنم و به میلیون‌ها نفر الهام می‌بخشم تا با ایمان، امید، عشق و شجاعت خویش بر ناملایمات زندگی چیره شوند و به آرزوهای خود برسند.
او هم‌اکنون یکی از تأثیر گذارترین سخنرانان موفقیت در دنیا محسوب می‌شود و مؤسسه زندگی بدون دست و پا را که در زمینه موفقیت فعالیت دارد اداره می‌کند.
او در سال ۹۷ به ایران سفر کرد و در هتل اسپیناس پالاس تهران برای ۱۴۰۰ نفر به سخنرانی پرداخت.
او در کتاب بی حد و مرز می نویسد:
تو می توانی از ترس های خود به مثابه انگیزه ای برای رسیدن به آرزوهایت استفاده کنی و زندگی خود را چنان بسازی که دوست داری.
روزی یکی از همکلاسی هایم به نام لورا گریگوری به من گفت: در مدرسه یکی از معلم ها به تو کمک می کند، در خانه چطور؟
گفتم: در خانه پدر و مادرم به من کمک می کنند.
گفت: آیا خجالت نمی کشی؟
گفتم: چرا باید خجالت بکشم؟
گفت: خوب، مثلا موقع عوض کردن لباس و یا دوش گرفتن... چرا این کارها را خودت انجام نمی دهی؟
لورا از این پرسش ها قصد بدی نداشت. او نمی خواست مرا اذیت کند. او فقط می خواست احساس مرا در این مواقع بداند. اما او انگشت خود را روی نقطه ی حساس من گذاشته بود. یکی از نگرانی های من در کودکی این بود که مبادا سربار کسانی شوم که دوست شان دارم. فکر این که من کاملا وابسته ی پدر و مادرم باشم، مرا آزار می داد. گاهی نصف شب از ترس بیدار می شدم و به این فکر فرو می رفتم که اگر پدر و مادرم مرا ترک کنند و من با خواهر و برادرم تنها بمانم، چه می شود؟
آن ترس، ترسی وحشتناک بود. گاهی فکر وابسته بودن مرا مچاله می کرد. پرسش های لورا باعث شد تا آنچه موجب ترس من می شد به انگیزه ای برای استقلال من تبدیل شود. از آن روز به بعد، من استقلال خویش و تکیه به خود در همه ی کارهایم را سرلوحه ی برنامه هایم قرار دادم. می خواستم در همه ی کارهای مربوط به خود، به خودم تکیه کنم. 
من تا کجا می توانستم به خودم تکیه کنم؟ این ترس که من زندگی عزیزانم را تباه کنم و آن ها را گرفتار خودم کنم، باعث شد که انگیزه ای پیدا کنم تا به خود متکی باشم. عزم خود را جزم کردم. باید مسئولیت تمامی کارهایم را خود به عهده می گرفتم. اما چگونه؟
پدر و مادرم همواره به من اطمینان می دادند که آن ها خودشان دوست دارند کارهای مرا انجام بدهند و به من کمک کنند. اما این حرف ها مرا راضی نمی کرد. این فکر که من نمی توانستم برای نوشیدن حتی یک لیوان آب هم به خودم متکی باشم آزارم می داد. همیشه باید یکی مرا می برد و روی توالت می نشاند. این برای من قابل قبول نبود. من به استقلال عمل بیشتری نیاز داشتم. حالا دیگر بزرگ شده بودم و باید کارهایم را خودم انجام می دادم. ترس به من انگیزه ای داد تا این آرزوها راعملی کنم.
یکی از فکرهایی که واقعا مرا تکان می داد، این بود که پدر و مادرم روزی نباشند و من مجبور باشم به برادرم آرون تکیه کنم. دلم نمی خواست زندگی آرون را ضایع کنم. دلم می خواست برادرم از تمامی موهبت های زندگی بی مزاحمت من، بهرمند شود. آیا این همه سال کافی نبود که او با من بزرگ شود، به من کمک کند و از نگاه شگفت زده ی در و همسایه به برادر بی دست و پای خود خجالت بکشد. آرون هم دست داشت و هم پا، اما دست و پای او همواره در خدمت من بود. من نمی خواستم او را معطل خود کنم.
لورا به یاد من آورد که من هنوز وابسته هستم؛ وابسته ی ترحم و مهر وشکیبایی دیگران. من می دانستم که برای همیشه نمی توانم به کمک دیگران تکیه کنم. پرسش های لورا غرورم را برانگیخت.
من کاملا توان آن را دارم که روزی خانواده تشکیل بدهم، و دلم نمی خواهد همسرم مرا به این طرف و آن طرف حمل کند. دلم می خواهد بچه دار بشوم و برای بچه هایم پدری خوب باشم. من باید از این ویلچر پایین می آمدم تا از نردبان زندگی، بی کمک دیگران، بالا بروم.
ترس می تواند دشمن تو باشد، اما من آن را به دوست خود تبدیل کردم. به والدینم اعلام کردم که از این به بعد دوست دارم کارهایم را خودم انجام بدهم. بدیهی ست، آن ها در ابتدا خیلی نگران شدند.
آن ها گفتند: لازم نیست خود را عذاب بدهی. مطمئن باش ما همیشه به تو کمک خواهیم کرد.
گفتم: پدر، مادر! من باید روی پای خود بایستم. من نمی خواهم به شماها تکیه کنم. پس بیایید با هم فکر کنیم تا برای این منظور راهی پیدا کنیم.
و راهی پیدا شد. من فیلم خانواده ی رابینسون را دیده بودم. آن ها به جزیره ای می روند و سپس، بدون این که چیزی داشته باشند، از صفر شروع می کنند و همه ی چیزهای لازم برای یک زندگی خوب را خودشان می سازند. من می دانم که هیچ انسانی جزیره ای دورافتاده از جزایر دیگر نیست، به ویژه انسانی بدون دست و پا. شاید من بیشتر شبیه یک شبه جزیره بودم تا یک جزیره.
پدر و مادرم شیوه ای پیشنهاد کردند تا من خودم را استحمام کنم؛ شامپو بزنم، دوش بگیرم، شست و شو کنم. وسیله ای اختراع کردیم که من آن را با شانه ام تکان می دادم و شامپو روی سرم می ریخت. بعد، یک جاشامپویی پدالی اختراع کردیم؛ من روی آن جست می زدم و شامپو روی سرم می رخت. بعد برای مسواک زدن فکر کردیم. مسواک برقی پدالی. کلیدی داشت، کلید را که فشار می دادی، هم خمیر می آمد و هم مسواک می زد.
به پدر و مادرم گفتم که دوست دارم لباس هایم را خودم عوض کنم. مادرم چوب رختی ای درست کرد که من توانستم داخل لباس شوم و به این شیوه، آن را بپوشم. بستن دگمه های لباس همیشه دردسرساز بوده است. بنابراین، لباس هایی خریدیم که من آن ها را از سر به تن می کردم و در می آوردم.
ترس من، هر سه ی ما را به کارهایی مشغول کرد که هم فال بودند و هم تماشا. برای استقلال و خودکفایی من شیوه هایی اختراع شد. ریموت کنترل، تلفن دستی، کیبورد کامپیوتر، دربازکن اتوماتیک، همه ی این ها برای من موهبتی محسوب می شد. زیرا من می توانستم همه ی این ها را با پای انگشتی سمت چپ بدن خود به کار بگیرم.
بعضی از ابزاری که اختراع کردیم، بسیار بدوی بودند. من یاد گرفتم با نوک دماغم دکمه ها را فشار بدهم و از بعضی وسایل استفاده کنم. از چانه ی خود نیز استفاده ها کردم. چانه و زیر گلوی من، حکم دست را برای من دارند. من با چانه و زیر گلویم خیلی چیزها را می گیرم.
خلاصه، با ذکر این جزئیات خسته ات نکنم.
من از لورا سپاسگزارم که چنان پرسش هایی را طرح کرد تا مرا از وابستگی به دیگران برهاند. من از ترس های خود نیز ممنونم. اگر نمی ترسیدم، چنین نمی کردم. من انرژی احساسات منفی خود را در راهی مثبت و سازنده به کار گرفتم.